# Liste der Bodendenkmale in Wiesenau
Die Liste der Bodendenkmale in Wiesenau enthält alle Bodendenkmale der brandenburgischen Gemeinde Wiesenau und ihrer Ortsteile. Grundlage ist die Veröffentlichung der Landesdenkmalliste mit dem Stand vom 31. Dezember 2020.
|   | Gemarkung       | Flur | Kurzansprache                   | Bodendenkmalnummer | Bemerkung | Bild |
| - | --------------- | ---- | ------------------------------- | ------------------ | --------- | ---- |
| 1 | Wiesenau (Lage) | 5    | Burgwall slawisches Mittelalter | 90232              |           |      |